# Station Ryde Pier Head
Ryde Pier Head is een spoorwegstation van National Rail in Isle of Wight in Engeland. Het station is eigendom van Network Rail en wordt beheerd door South West Trains (Island Line). Het station is geopend in 1880.

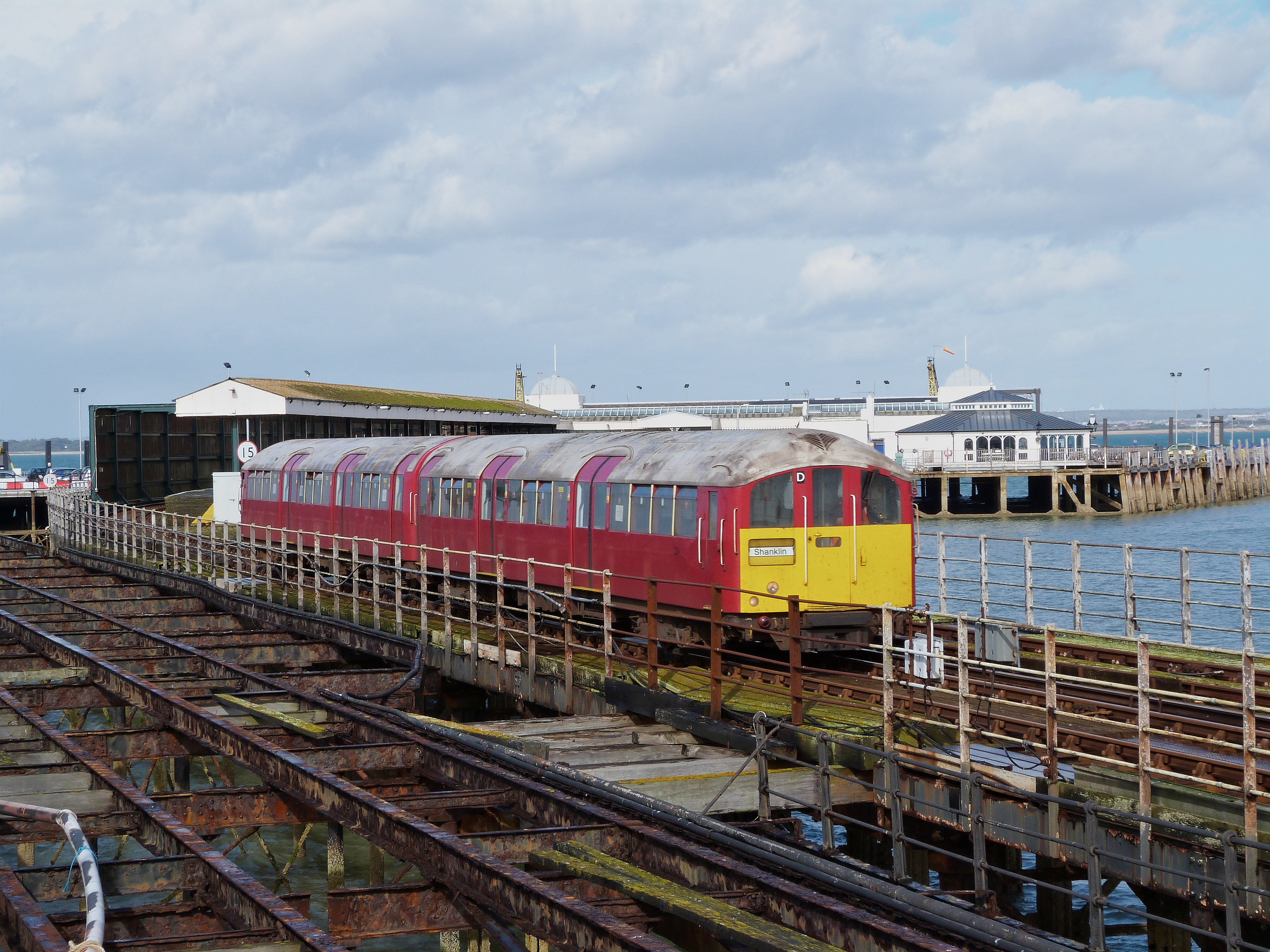
Voormalig Londens metromateriaal
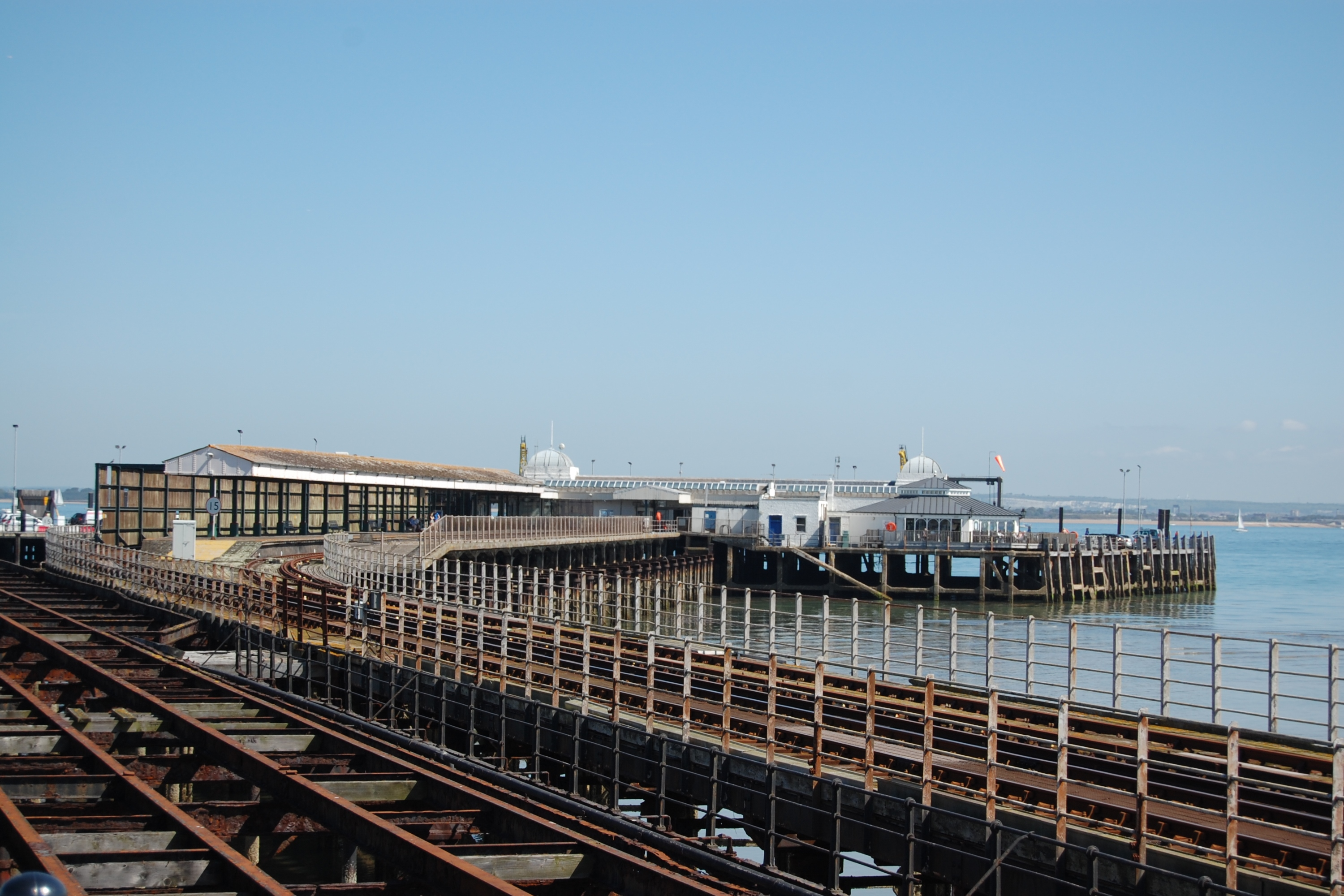
Overzicht, 2017